# مرصد بريرا الفلكي

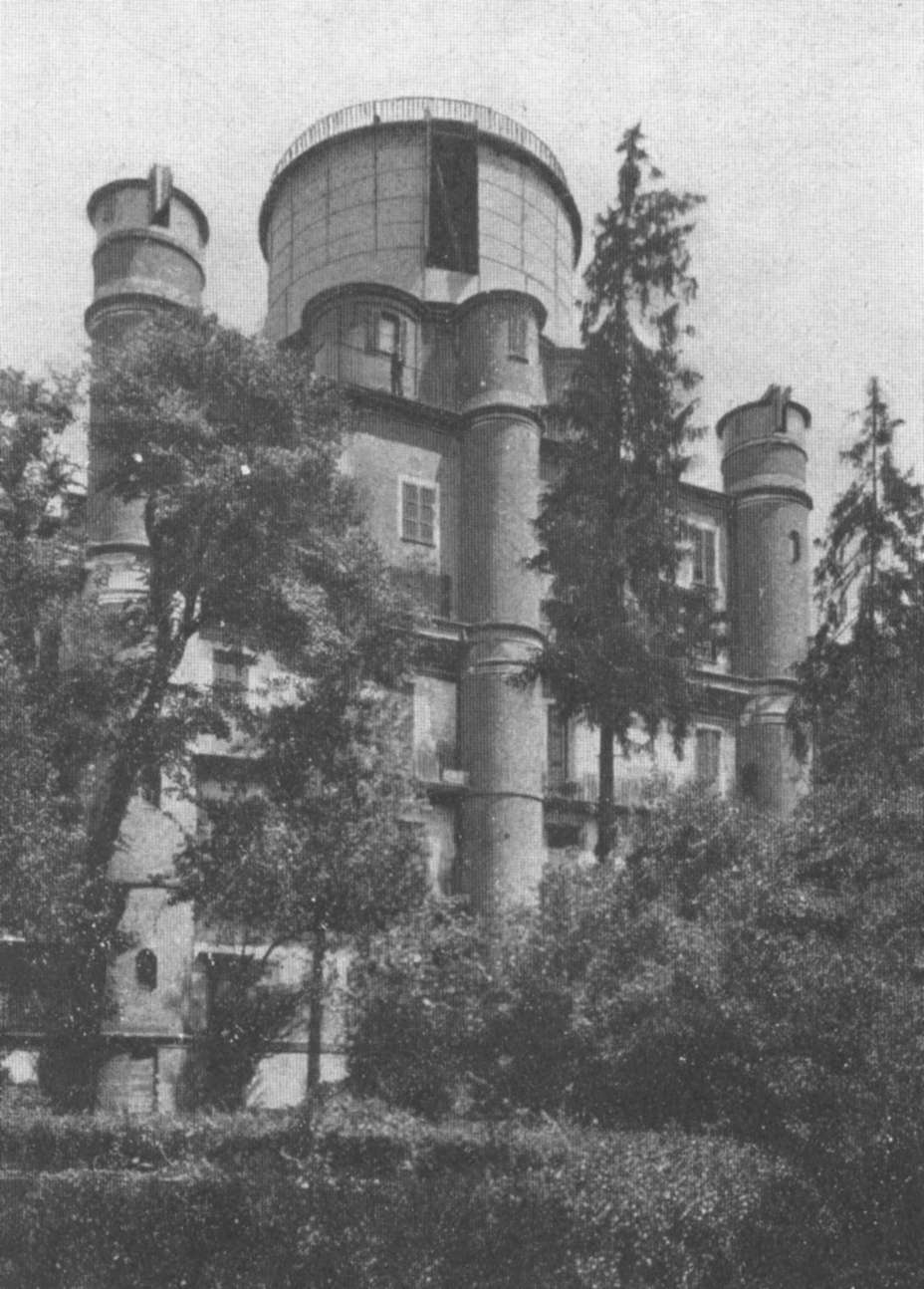
صورة للمرصد حوالي بين عامي 1886-1890.

مرصد بريرا الفلكي (بالإيطالية: Osservatorio Astronomico di Brera) هو مرصد فلكي مقره منطقة بريرا في مدينة ميلانو الإيطالية. أُنشئ سنة 1764 في قصر بريرا التاريخي على يد الفلكي اليسوعي روجر بوسكوفيتش، إلا أن الإشراف على القصر والمرصد انتقل ـ عقب قمع البابا كليمنت الرابع عشر لليسوعيين ـ إلى حكام الشمال الإيطالي من أسرة هابسبورغ النمساوية في 21 يوليو 1773، وظل المرصد منذ ذلك الحين تحت إدارة الدولة.